# Гніздовий паразитизм

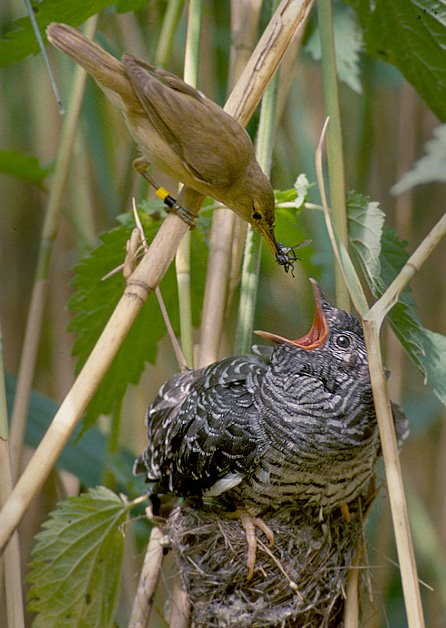
Очеретянка, що годує пташеня звичайної зозулі

Гніздови́й паразити́зм — тип клептопаразитизму, яким користуються деякі птахи, риби та комахи, що полягає в маніпуляції та використанні іншої тварини-хазяїна, або того ж виду (внутрішньовидовий гніздовий паразитизм), або іншого (міжвидовий) для вирощування молоді тварини-паразита. Ця стратегія дозволяє тварині-паразиту звільнитися від необхідності будувати гніздо та доглядяти за потомством, витрачаючи більше часу на пошуки їжі та розмноження. Оскільки ця стратегія шкодить хазяїну, вона може приводити до еволюційної гонки озброєнь між видами.

## Поширення явища
Гніздовий паразитизм характерний для близько 80 видів птахів, що належать до 4 рядів: 40 видів зозуль, 6 видів трупіалів (Icteridae), 6 видів воскоїдових (Indicatoridae), 3 видів африканських ткачиків та чорноголової деревної качки (Heteronetta atricapilla).